# رستم تولگانوف
رستم تولگانوف (انگلیسی: Rustam Tulaganov؛ زادهٔ ۸ اکتبر ۱۹۹۱) بوکسور اهل ازبکستان است.